# Tees Valley
La Tees Valley è un'area del Nord Est dell'Inghilterra, chiamata anche "greater Teesside" che consiste in quattro autorità unitarie create dall'abolizione della precedente contea di Cleveland nel 1996: Hartlepool, Middlesbrough, Redcar & Cleveland e Stockton-On-Tees insieme al borough di Darlington divenuto autorità unitarie nel 1997, tutte e cinque riunite dal 2016 in un’autorità combinata.
Le contee cerimoniali sono due: a nord del fiume Tees la contea di Durham e a sud il North Yorkshire (North Riding of Yorkshire).

## Autorità
La struttura dell’autorità è molto snella, ma al contempo rispettosa della democrazia, essendo composta dai tre capi locali, i leader dei tre distretti compreso il sindaco di Middlesbrough, ma venendo guidata da un sindaco comune eletto direttamente dai cittadini ogni quattro anni.
Al pari delle altre autorità combinate i suoi compiti riguardano la pianificazione edilizia comune e i trasporti: significativamente in tal senso.

## Distretti
- Hartlepool
- Middlesbrough
- Redcar & Cleveland
- Stockton-On-Tees
- Darlington